# Dirk Beljaarts
Dirk Stefan (Dirk) Beljaarts (Roosendaal, 8 februari 1978) is een Nederlands politicus, bedrijfsleider, bestuurder en lobbyist. Van 2 juli 2024 tot 3 juni 2025 was hij minister van Economische Zaken namens de Partij voor de Vrijheid (PVV).

## Opleiding en loopbaan
Beljaarts volgde de havo aan het Ds. Pierson College in Den Bosch en studeerde als horecaondernemer/ -manager in 1998 af bij De Rooi Pannen in Tilburg. Hierna studeerde hij aan de Hotel Management School Maastricht, waar hij een hbo-bachelor diploma haalde. Vervolgens werkte hij eerst als manager bij restaurants en cateringbedrijven en later als general manager bij enkele grote internationale hotelketens. Van december 2014 tot december 2018 was hij lid van het Landelijk Bestuur van Koninklijke Horeca Nederland (KHN), de brancheorganisatie voor de horeca met ongeveer 20.000 leden.
Per 1 januari 2019 werd Beljaarts algemeen directeur bij KHN, verantwoordelijk voor de dagelijkse aansturing van het bedrijf met de opdracht het imago te verbeteren. Toen de sector werd getroffen door maatregelen ter bestrijding van de COVID-19-pandemie, zoals de lockdowns, noemde Beljaarts deze maatregelen disproportioneel. Hij spande onder meer een kort geding aan om de gevolgen voor de branche af te zwakken. Naar eigen zeggen was het "onbehoorlijk wat het kabinet daar deed" waardoor veel horecaondernemers onnodig hebben geleden. Hij onderhield in die tijd intensieve contacten met bewindslieden en parlementariërs om steunpakketten voor ondernemers te regelen. In maart 2024 maakte hij bekend zijn functie bij KHN per 1 augustus neer te leggen. In juni 2024 schreef De Volkskrant dat de ledenraad eerder dat jaar aan het bestuur gevraagd had om het aftreden van Beljaarts.
In juni 2018 richtte KHN de dochteronderneming KHN Rekenwerk B.V. op met als doel voor leden en niet-leden de bedrijfsadministratie te verzorgen en aanverwante diensten te verlenen. De vereniging KHN was enig aandeelhouder, haar algemeen directeur Beljaarts werd directeur, en het bedrijf werd gehuisvest in de kantoorruimte van KHN. Beljaarts trad in juni 2020 ook toe tot het bestuur van Rekenwerk, de voorheen enig andere bestuurder was tevens werknemer van het bedrijf. Het bedrijf staakte op 15 mei 2023 de werkzaamheden en vroeg faillissement aan, dat een dag later door de rechter werd verleend. Beljaarts noemde als directeur-bestuurder tegenover de curator met name de verliezen die horecaondernemingen leden door overheidsmaatregelen in verband met de coronapandemie, als oorzaak. De verliezen werden aanvankelijk opgevangen met door KHN verstrekte leningen, maar vanwege het steeds verder oplopen van de schulden, de ongezonde financiële situatie en een gebrek aan perspectief, is door het bestuur besloten faillissement aan te vragen, aldus Beljaarts.

### Minister van Economische Zaken
In juni 2024 droeg de PVV Beljaarts voor als minister van Economische Zaken in het nieuw te vormen kabinet-Schoof. Beljaarts hoopt dat er door de inbreng van praktische kennis en ervaring in de nieuwe regering meer waardering komt voor het midden- en kleinbedrijf, "de grootste werkgever van Nederland."
Kort daarop maakten dagblad De Telegraaf en het Financieele Dagblad bekend dat KHN Rekenwerk schulden had van in totaal bijna 2 miljoen euro, waaronder aan de Belastingdienst (553.000 euro) en het UWV (53.000 euro preferente vorderingen en 67.000 euro loongarantieregeling). De curator schreef in zijn verslag van 16 mei 2023 dat naar de huidige stand van de boedel het faillissement zal worden opgeheven, wat betekent dat de crediteuren op de schulden blijven zitten. Ook bleek het bedrijf niet goed te hebben gefunctioneerd; in veel gevallen waren overeengekomen werkzaamheden niet of niet naar behoren uitgevoerd, waren geen aangiftes ingediend bij de Belastingdienst en waren de jaarrekeningen niet opgesteld. Klanten werden daarom geconfronteerd met boetes en ambtshalve opgelegde aanslagen door de Belastingdienst en zijn niet bereid openstaande facturen aan Rekenwerk alsnog te voldoen. De curator onderzocht vanaf augustus 2023 of de twee statutair bestuursleden rechtmatig hadden gehandeld. Beljaarts zei dat hem geen enkele blaam trof; hij was 'bestuurder op afstand' en heeft geprobeerd de kwestie in nauw overleg met de aandeelhouder van KHN Rekenwerk zo goed mogelijk op te lossen. Beljaarts meldde de kwestie bij Geert Wilders en formateur Van Zwol. Op 2 juli 2024 werd Beljaarts benoemd tot minister.
Op 3 juni 2025 trad Beljaarts af als minister, als gevolg van een coalitiecrisis omtrent asielmaatregelen en de daarop volgende val van het kabinet.

### Nevenfuncties
Beljaarts vervulde meerdere nevenfuncties, deze zijn grotendeels neergelegd in verband met de voordracht als minister.
Hij was vanaf 2015 honorair consul van Hongarije in de provincies Noord-Holland, Zuid-Holland en Utrecht. Hij was vanaf 2019 lid van het nationale overlegorgaan de Sociaal Economische Raad, vanaf 2021 is hij gekozen tot Executive Committee Member bij HOTREC, de Europese koepelorganisatie voor toerisme- en horeca brancheverenigingen en vanaf 2023 vertegenwoordigde hij deze organisatie voor de sector bij het Europese overlegplatform Social Dialogue van de Europese Commissie. Hij was lid van het Nationaal Platform Criminaliteitsbestrijding; van de Task Force Overvallen; de Strategisch Klankbordgroep NVWA en het Maatschappelijk Overleg Betalingsverkeer bij De Nederlandsche Bank. Hij maakt deel uit van de raad van advies van het Frans Hals Museum in Haarlem. Van 2011 tot 2018 was hij lid Raad van Toezicht, Woon- en zorgcentrum De Merwelanden in Dordrecht.

## Privé
Beljaarts heeft een Hongaarse moeder en heeft daarom een dubbele nationaliteit. In juni 2024 maakte hij bekend dat de procedure is begonnen zijn Hongaarse nationaliteit op te geven, nadat PVV-leider Geert Wilders hem had gevraagd om minister te worden.